# Prinz Friedrich August (Schiff, 1895)
Der Raddampfer Prinz Friedrich August wurde 1895 in der Schiffswerft Blasewitz gebaut. Das Schiff wurde mit der Baunummer 36 auf Kiel gelegt. 1902 erhielt es den Namen Kronprinz. Im Jahr 1918 erfolgte eine Umbenennung in Haslinger, 1919 in Jagiełło und 1927 in Witeź.

## Die Zeit bis 1918

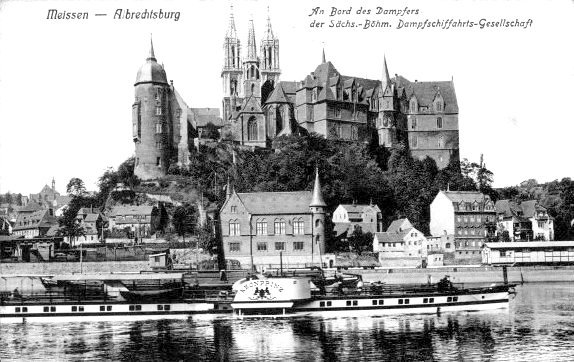
Raddampfer Kronprinz vor der Meißner Albrechtsburg

Die Schiffstaufe fand Pfingsten 1895 statt. Friedrich August von Sachsen, der Namensgeber des Schiffes, führte die Taufe selbst durch. Nach der Indienststellung als Glattdeckdampfer fuhr das Schiff für die Sächsisch-Böhmische Dampfschiffahrts-Gesellschaft (SBDG). Es war das erste Schiff mit einer oszillierenden-Zweizylinder-Verbund-Dampfmaschine. Nach dem Tod König Alberts stieg Prinz Friedrich August zum Kronprinzen auf. In der Folge wurde das Schiff 1903 in Kronprinz umbenannt. Am 10. Oktober 1917 wurde das Schiff vom Deutschen Heer gemietet und unter dem Namen Haslinger zum Kriegseinsatz auf die Weichsel verlegt. Hier wurde es der Abteilung Feldbahnen des Deutschen Heeres in Warschau unterstellt. Am 22. April 1918 legte die Warschauer Reederei Maurycy Fajan ein Kaufangebot vor. Dieses wurde von der SBDG abgelehnt, da ein Verkaufsverbot für deutsche Schiffe ins Ausland bestand. Am 4. November 1918 gab es ein Kaufangebot des Reeders Chaim Rogozik aus Płock. Auch dieses Angebot wurde aus demselben Grund abgelehnt.

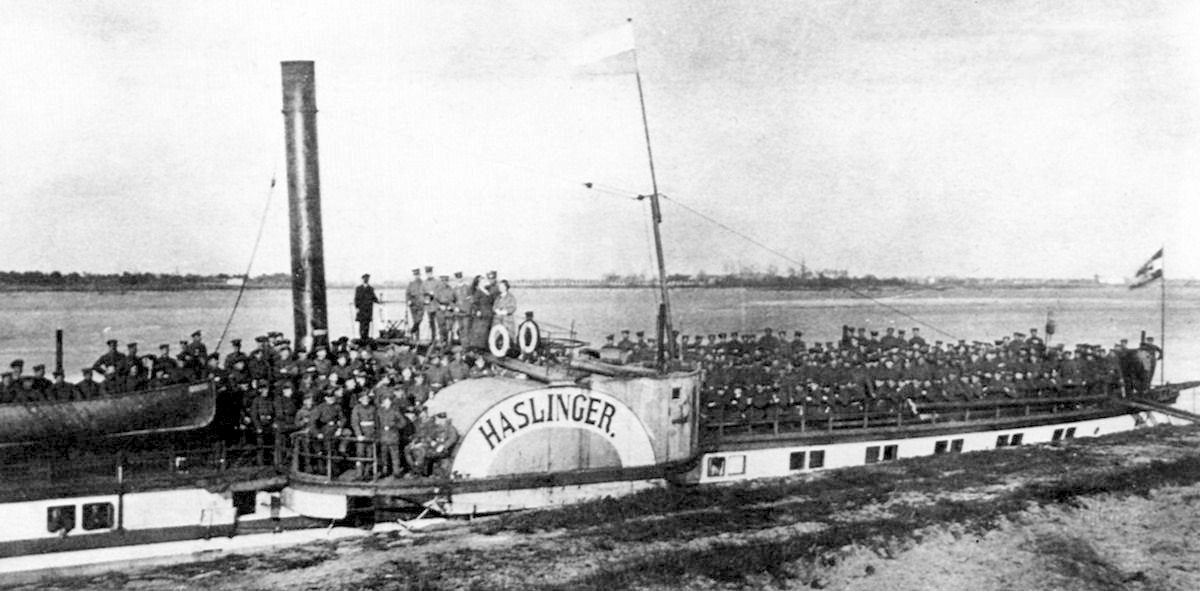
Raddampfer Haslinger

## Die Zeit im polnischen Besitz

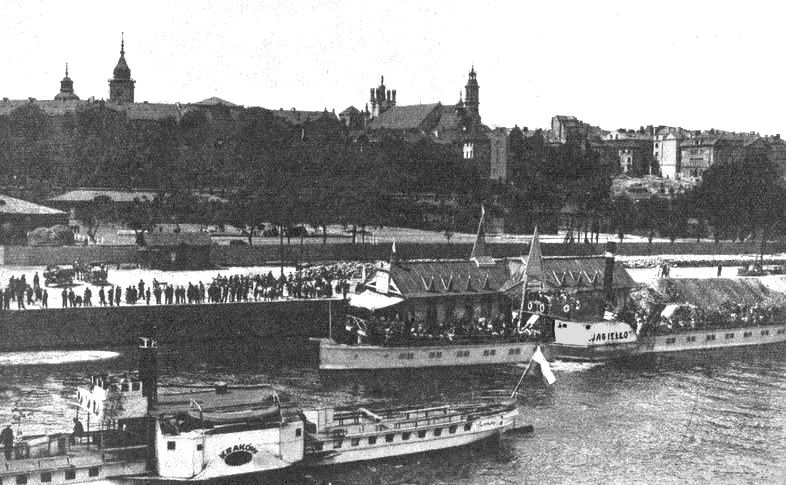
Raddampfer Jagiełło in Krakau

Am 25. Januar 1919 kündigte die Schifffahrtsabteilung des Feldbahnwesens mit Sitz in Berlin den Mietvertrag. Am 12. August 1919 erneuerte die Reederei Chaim Rogozik das Kaufangebot und bot 300.000 Mark für das Schiff. Das wurde aus den genannten Gründen erneut abgelehnt.
Im Herbst 1919 übernahm die Warschauer Gesellschaft für Verkehr und Schifffahrt das Schiff und benannte es in Jagiełło um. Das Schiff kam auf der Weichsel zum Einsatz. Das Schiff erhielt eine Dampfsteuermaschine. Weiterhin wurden die Radkästen ausgebaut.
Die Eigentumsfrage war aber auf deutscher Seite nicht geklärt. Am 30. Oktober 1920 forderte die SBDG vom Deutschen Herr 1.416.500,36 Mark ausstehende Miete. Erst 1921 wurden in einem Vergleich 350.000 Mark vom Reichsschatzministerium an die SBDG gezahlt.
1927 war es unter dem Namen Witeź in Warschau in Fahrt. Die Namensänderung fand wahrscheinlich schon vor 1927 statt, nach dem Sieg über die russischen Truppen vor Warschau, denn der Name Witeź bedeutet so viel wie Sieg. Eingesetzt wurde es offensichtlich auf der 540 km langen Strecke nach Pinsk. Hier sank es 1929. Es wurde gehoben und in die polnische Armee eingegliedert.
Am 18. September 1939 wurde das Schiff beim Einmarsch der Roten Armee in Pinsk versenkt.

## Die Dampfmaschine
Die Dampfmaschine war eine oszillierende Hochdruck-Zweizylinder-Verbund-Dampfmaschine mit Einspritzkondensation. Gebaut wurde sie, wie auch der Ein-Flammrohr-Zylinderkessel, von der Schiffswerft Übigau der Deutschen Elbschiffahrts-Gesellschaft, Kette, mit der Fabrik-Nr. 94. Die Leistung betrug 140 PS. Der Dampfkessel hatte 9 bar Dampfdruck.

## Kapitäne des Schiffes
- Carl Ferdinand Wolf 1895–1898
- Wenzel Stolz 1899–1900
- Carl Eduard Viehrig 1901–1902
- Josef Hille 1903–1904
- Friedrich August Winkler 1905–1917